# Enrique Javier Borja
Enrique Javier Borja Araújo ( San Ignacio, Departamento de Misiones, Paraguay, 30 de mayo de 1995,) es un futbolista paraguayo. Juega como centrodelantero en el Independiente FBC de la División Intermedia.

## Trayectoria

### Inicios
Enrique Borja dio sus primeros pasos como futbolista jugando para el equipo Sub-15 de Nacional de Paraguarí, a los 10 años llegaría a la escuela de fútbol del Club Cerro Porteño pasando por todas las divisiones inferiores hasta debutar con el primer equipo a la edad de 17 años, el 25 de abril de 2013 en el empate 1-1 contra General Díaz.

### Sportivo Luqueño
A falta de un lugar en la plantilla azulgrana, Enrique es cedido a préstamo al Sportivo Luqueño durante el primer semestre del 2015. El 25 de enero logra marcar su primer gol en Primera División en el estadio Feliciano Cáceres en la victoria de 1-0 del Sportivo Luqueño sobre General Díaz. Durante su estadía en Luque, disputa un total de 18 partidos, 14 como titular y 4 como suplente, registrando un único tanto.

### Cerro Porteño
En julio de 2015 se efectúa su regreso a Cerro Porteño donde dispone de más minutos de juego ganándose así un puesto de titular en el equipo de Roberto Torres. Su primera anotación defendiendo los colores del Ciclón llegaría el sábado 5 de diciembre en la victoria de 3-2 sobre Sol de América, triunfo que le valió a Cerro disputar una finalísima contra Olimpia a fin de consagrar al ganador del Torneo Clausura 2015 cuyo desenlace finalmente se definiría a favor del conjunto franjeado.
El 8 de enero del 2016 anota su segundo gol con Cerro en un encuentro amistoso disputado frente a la Liga Encarnacena en la ciudad de Encarnación. Borja sería autor del tercer tanto de su equipo adjudicándose un soberbio gol de media chilena.
En ese mismo año Borja iría al fútbol brasileño en el equipo de Resende FC, llegando así a lá final del campeonato estadual de Río de Janeiro siendo vicecampeón y así Enrique Borja perdería su segunda final en menos de 6 meses.
Al segundo semestre del 2016 Enrique Borja recala en Club Guaraní del fútbol paraguayo.

### General Díaz
Borja ha llegado en octubre de 2017 a General Díaz.

### Argentinos Juniors
Enrique Borja llega en 2019 a la Asociación Atlética Argentinos Juniors, quienes compraron la mitad de su pase a cambio de 1.500.000 dólares, siendo la compra más cara en la historia del club.

## Estadísticas
| Cerro Porteño Paraguay | 1.ª           | A-2014        | 1   | 0  | - | - | - | - | 1   | 0  | 0    |
| Cerro Porteño Paraguay | 1.ª           | A-2015        | 1   | 0  | - | - | - | - | 1   | 0  | 0    |
| Cerro Porteño Paraguay | 1.ª           | C-2015        | 8   | 1  | - | - | - | - | 8   | 1  | 0.13 |
| Cerro Porteño Paraguay | 1.ª           | A-2017        | 2   | 0  | - | - | - | - | 2   | 0  | 0    |
| Cerro Porteño Paraguay | Total club    | Total club    | 12  | 1  | 0 | 0 | 0 | 0 | 12  | 1  | 0.08 |
| Sportivo Luqueño Paraguay | 1.ª           | A-2015        | 10  | 1  | - | - | - | - | 10  | 1  | 0.10 |
| Sportivo Luqueño Paraguay | 1.ª           | A-2021        | 17  | 3  | - | - | - | - | 17  | 3  | 0.18 |
| Sportivo Luqueño Paraguay | 1.ª           | C-2021        | 17  | 6  | 2 | 0 | - | - | 19  | 6  | 0.32 |
| Sportivo Luqueño Paraguay | Total club    | Total club    | 44  | 10 | 2 | 0 | 0 | 0 | 46  | 10 | 0.22 |
| Resende · Brasil | Reg.          | 2016          | 9   | 3  | 1 | 0 | - | - | 10  | 3  | 0.3  |
| Resende · Brasil | Total club    | Total club    | 9   | 3  | 1 | 0 | 0 | 0 | 10  | 3  | 0.3  |
| Guaraní Paraguay | 1.ª           | C-2016        | 6   | 1  | - | - | - | - | 6   | 1  | 0.17 |
| Guaraní Paraguay | Total club    | Total club    | 6   | 1  | 0 | 0 | 0 | 0 | 6   | 1  | 0.17 |
| General Díaz Paraguay | 1.ª           | C-2017        | 3   | 0  | - | - | - | - | 3   | 0  | 0    |
| General Díaz Paraguay | 1.ª           | A-2018        | 12  | 7  | - | - | - | - | 12  | 7  | 0.58 |
| General Díaz Paraguay | 1.ª           | C-2018        | 22  | 9  | - | - | 2 | 0 | 24  | 9  | 0.38 |
| General Díaz Paraguay | Total club    | Total club    | 37  | 16 | 0 | 0 | 2 | 0 | 39  | 16 | 0.41 |
| Argentinos Juniors Argentina | 1.ª           | 2018-19       | 9   | 0  | 3 | 0 | 1 | 0 | 13  | 0  | 0    |
| Argentinos Juniors Argentina | Total club    | Total club    | 9   | 0  | 3 | 0 | 1 | 0 | 13  | 0  | 0    |
| Belgrano Argentina | 2.ª           | 2019          | 5   | 0  | - | - | - | - | 5   | 0  | 0    |
| Belgrano Argentina | Total club    | Total club    | 5   | 0  | 0 | 0 | 0 | 0 | 5   | 0  | 0    |
| Nacional Paraguay | 1.ª           | A-2020        | 5   | 0  | - | - | 1 | 0 | 6   | 0  | 0    |
| Nacional Paraguay | 1.ª           | C-2020        | 3   | 0  | - | - | 0 | 0 | 3   | 0  | 0    |
| Nacional Paraguay | Total club    | Total club    | 8   | 0  | 0 | 0 | 1 | 0 | 9   | 0  | 0    |
| Sol de América Paraguay | 1.ª           | A-2022        | 9   | 2  | - | - | 2 | 0 | 11  | 2  | 0.18 |
| Sol de América Paraguay | Total club    | Total club    | 9   | 2  | 0 | 0 | 2 | 0 | 11  | 2  | 0.18 |
| Atlético Tucumán Argentina | 1.ª           | 2022          | 2   | 0  | - | - | - | - | 2   | 0  | 0    |
| Atlético Tucumán Argentina | Total club    | Total club    | 2   | 0  | - | - | - | - | 2   | 0  | 0.00 |
| Total carrera | Total carrera | Total carrera | 141 | 33 | 6 | 0 | 6 | 0 | 153 | 33 | 0.22 |
| (1) Incluye datos de la Copa de la Superliga Argentina, la Copa Paraguay y la Copa de Brasil. (2) Incluye datos de la Copa Sudamericana. (3) No incluye goles en partidos amistosos. |               |               |     |    |   |   |   |   |     |    |      |

## Palmarés

### Títulos nacionales
| Título          | Club          | País     | Año  |
| --------------- | ------------- | -------- | ---- |
| Torneo Clausura | Guaraní       | Paraguay | 2016 |
| Torneo Clausura | Cerro Porteño | Paraguay | 2017 |